# 호리구치 다이가쿠
호리구치 다이가쿠(堀口 大學, 1892년 1월 8일 ~ 1981년 3월 15일)는 일본의 시인, 가인, 번역가이다. 초현실주의 등 프랑스의 시문학을 번역하여 번역시선집 《월하의 일군》(月下の一群, 1925) 등으로 일본에 소개하였으며 《달빛과 피에로》(月光とピエロ, 1919), 《모래베개》(砂の枕, 1926), 《저녁의 무지개》(夕の虹, 1957) 등의 시집을 냈다. 일본 예술원 회원으로 1970년 11월 문화공로자로 선정되었고 1979년 11월 문화훈장을 수훈했다.